# مقاطعة بريبل (أوهايو)
مقاطعة بربل (بالإنجليزية: Preble County)‏ هي إحدى مقاطعات ولاية أوهايو في الولايات المتحدة الأمريكية.